# Jagd in Deutschland

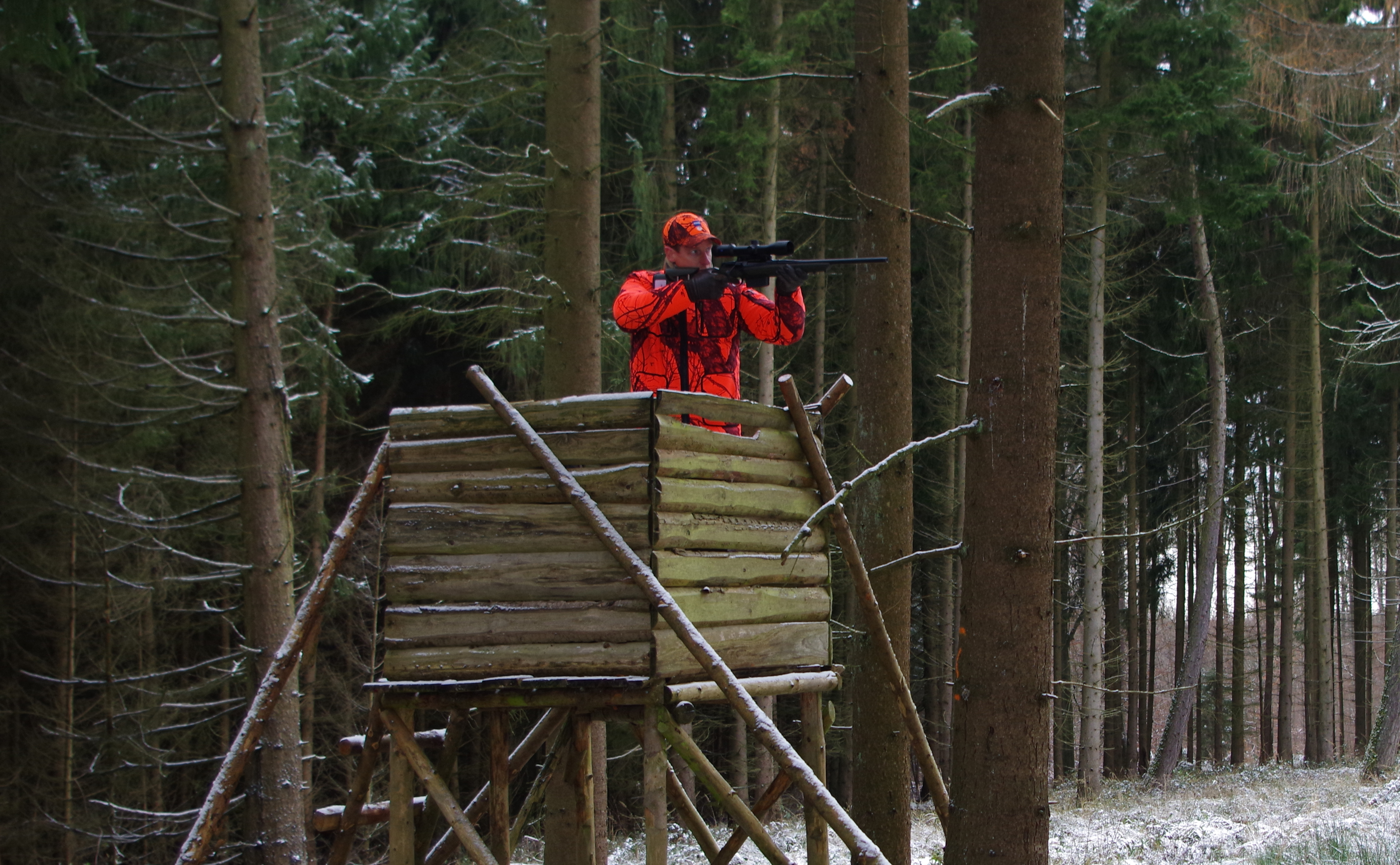
Jäger mit Gewehr im Anschlag auf einem Hochstand während einer Drückjagd

Die Jagd (in der deutschen Jägersprache traditionell auch Weidwerk oder seltener Waidwerk) ist in der deutschen Rechtsordnung untrennbar mit dem Grundeigentum verbunden. Das Bundesjagdgesetz definiert die Jagd als das „Aufsuchen, Nachstellen, Erlegen und Fangen von Wild“, verbindet die Befugnis zur Jagdausübung mit der zur Hege und Aneignung des – vorher herrenlosen – Wildes und verpflichtet den Jäger zur Beachtung der „allgemein anerkannten Grundsätze deutscher Weidgerechtigkeit.“ Die Jagdgesetzgebung im engeren Sinne liegt weitgehend im Bereich der konkurrierenden Gesetzgebungskompetenz von Bund und Ländern, während andere jagdlich relevante Rechtsgebiete wie Waffen- und Fleischhygienerecht in die alleinige Kompetenz des Bundes fallen.

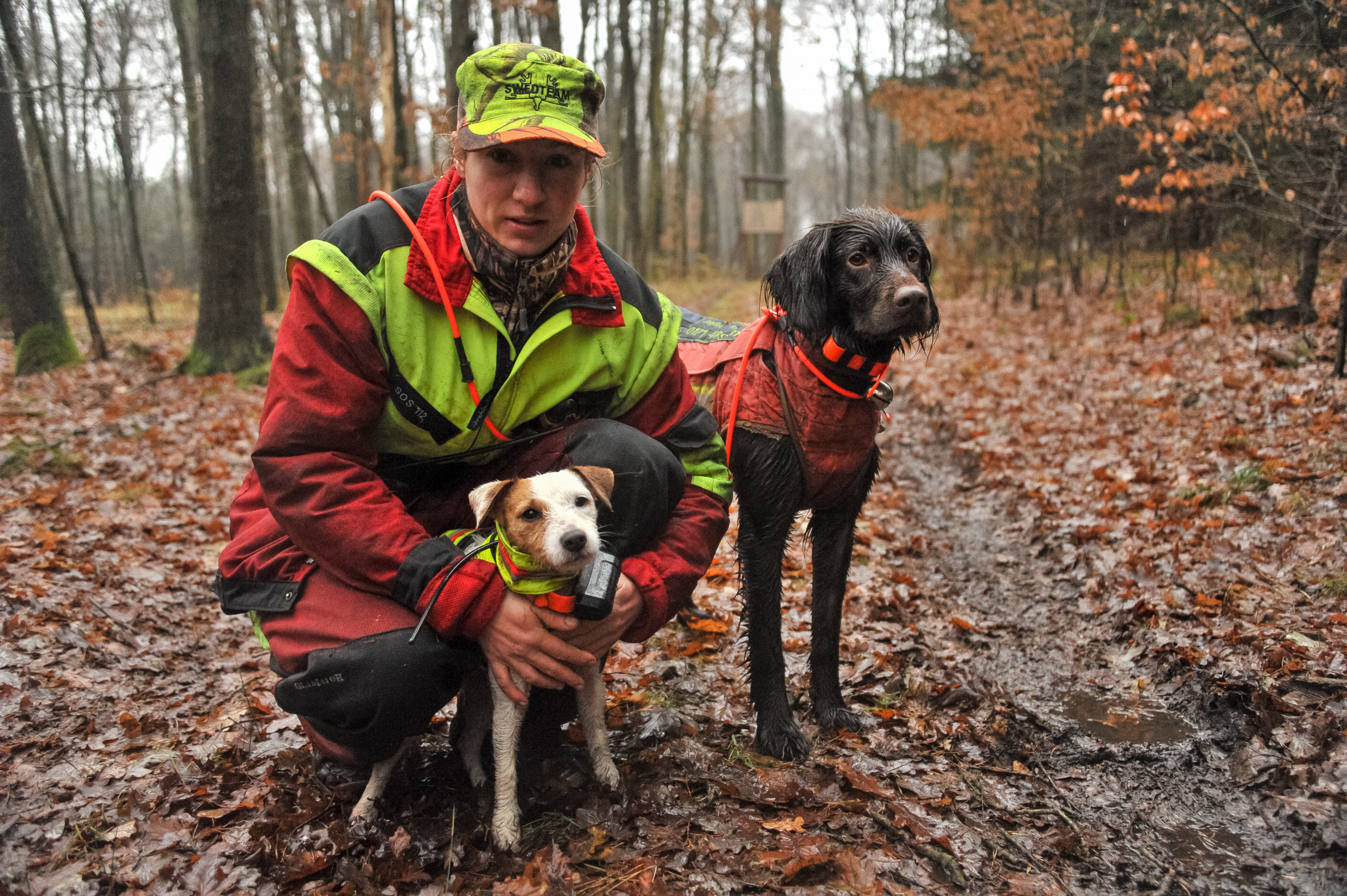
Jägerin mit Stöberhunden

Mit Stand des Jahres 2019 gab es in Deutschland 388.529 Jagdscheininhaber, was etwa einem halben Prozent der deutschen Gesamtbevölkerung entspricht, darunter 27.190 Frauen (7 %). Die reguläre Gesamtjagdfläche, also die Gesamtheit aller nicht zu sogenannten befriedeten Bezirken gehörigen und damit bejagbaren Flächen, beläuft sich auf etwa 319.000 km² und umfasst damit rund 89 % der Gesamtfläche Deutschlands.

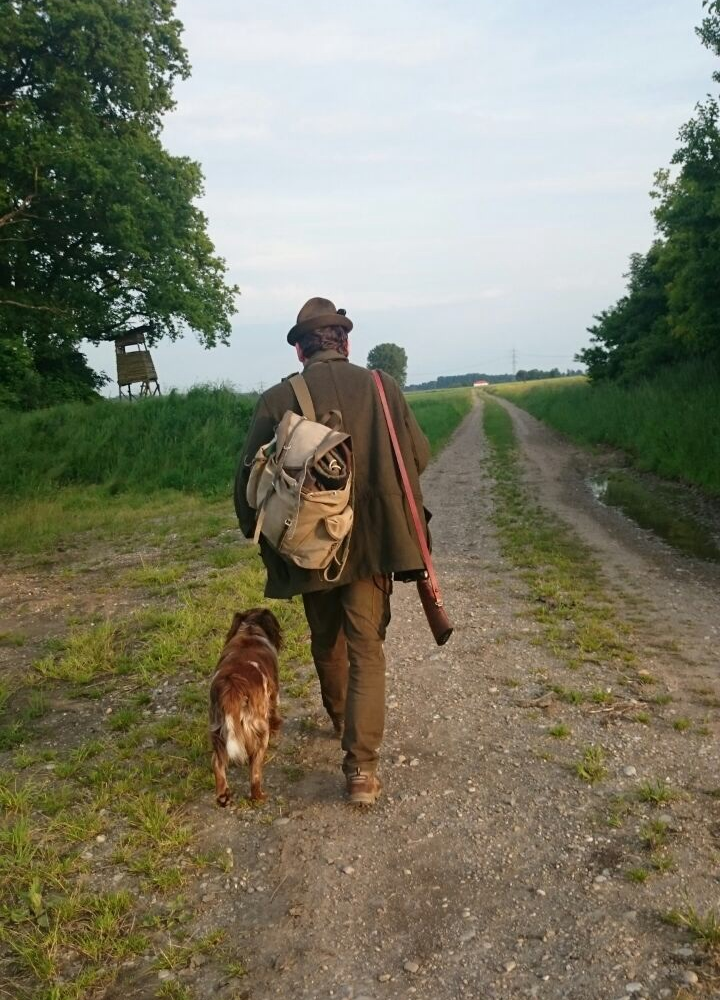
Jäger mit Waffe und Hund auf dem Weg zum Ansitz

## Geschichte
Die in vorgeschichtlicher Zeit sowie bei den Germanen geltende und noch bis ins frühe Mittelalter übliche freie Jagd wurde durch die deutschen Könige im Prozess der Inforestation, der Ausweisung von Bannwäldern für die ausschließliche Nutzung durch den König und später auch andere Fürsten, immer weiter beschnitten. Die erzwungene Duldung von Wildschäden auf ihren Feldern sowie die fortwährende Einschränkung ihrer Jagdrechte zählten zu Gründen für das letztlich erfolglose Aufbegehren der Bauern im Deutschen Bauernkrieg der Jahre 1524 bis 1526. Als Konsequenz daraus blieb das subjektive Jagdrecht in den nächsten Jahrhunderten bis auf wenige Ausnahmen ausschließlich der herrschenden Obrigkeit vorbehalten.
Zu einer grundlegenden Wende kam es durch die deutsche Revolution von 1848/1849 in deren Verlauf das subjektive Jagdrecht mit dem Grundeigentum verbunden und die Jagd auf eigenem Grund und Boden in der Frankfurter Reichsverfassung sogar zu einem Grundrecht erhoben wurde. Während die Frankfurter Reichsverfassung selbst keinen Bestand hatte, gilt – mit zeitweiser Ausnahme in den Großherzogtümern Mecklenburg-Schwerin und Mecklenburg-Strelitz, der unmittelbaren Nachkriegszeit sowie der DDR – die grundsätzliche Bindung des subjektiven Jagdrechts an das Grundeigentum als Erbe der Revolution von 1848/1849 bis heute fort.

## Wild
Das nach Zahl und Wert des Wildbrets sowie aufgrund der im Wald und der Feldflur verursachten Wildschäden bedeutsamste Jagdwild sind Reh und Wildschwein. Daneben zählen je nach Bundesland teils mehrere Dutzend weitere Arten, wie etwa Rothirsch, Feldhase, Damhirsch, Gämse sowie verschiedene Arten von Wildenten und -gänsen, zu den jagdbaren Wildarten.

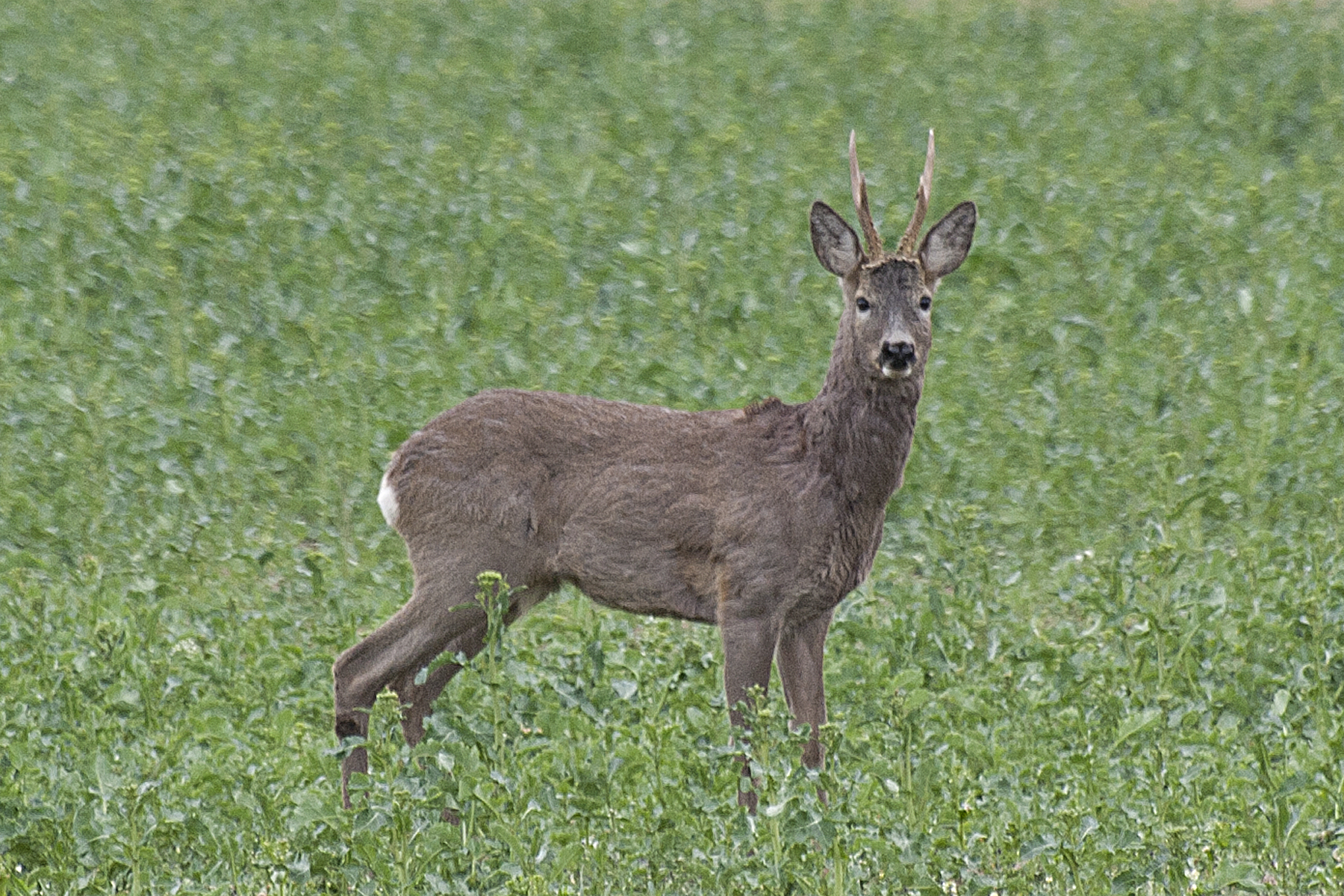
Reh
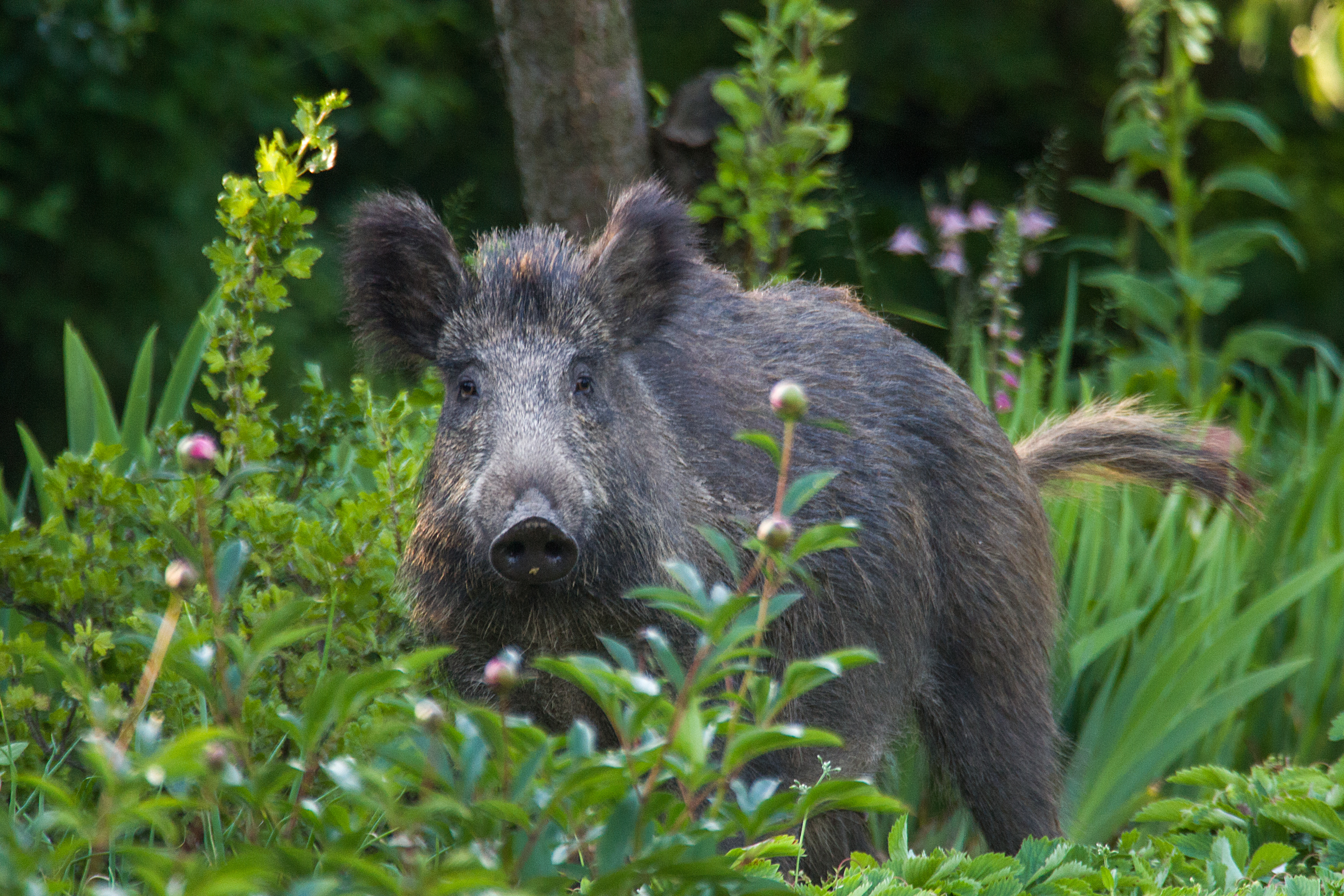
Wildschwein
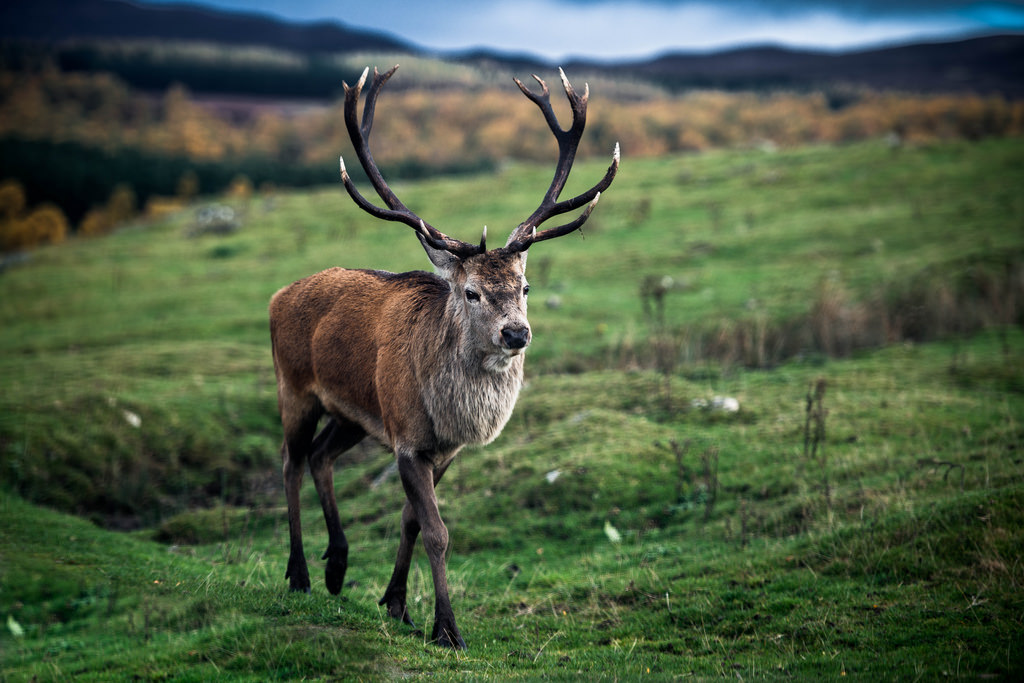
Rothirsch
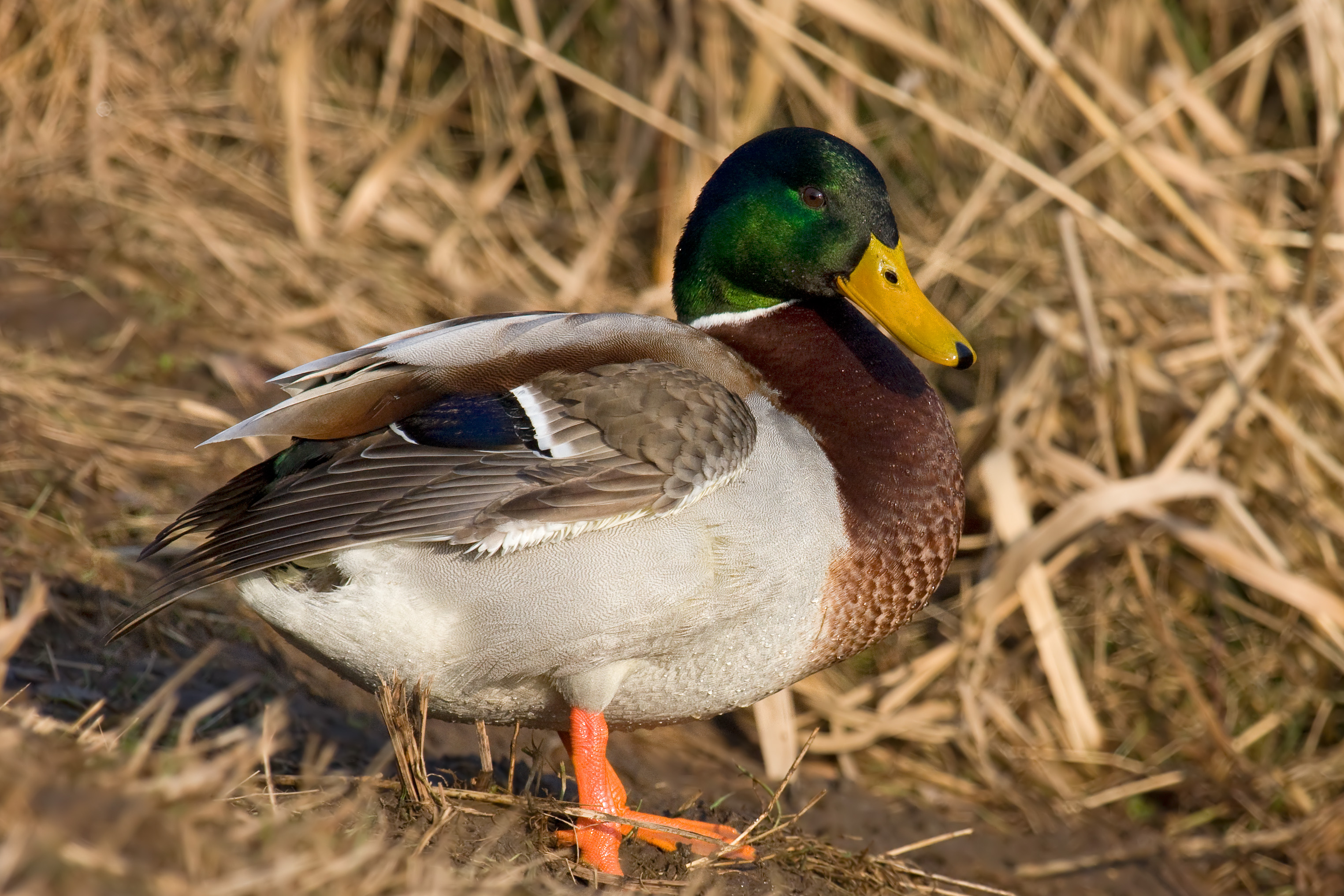
Stockente
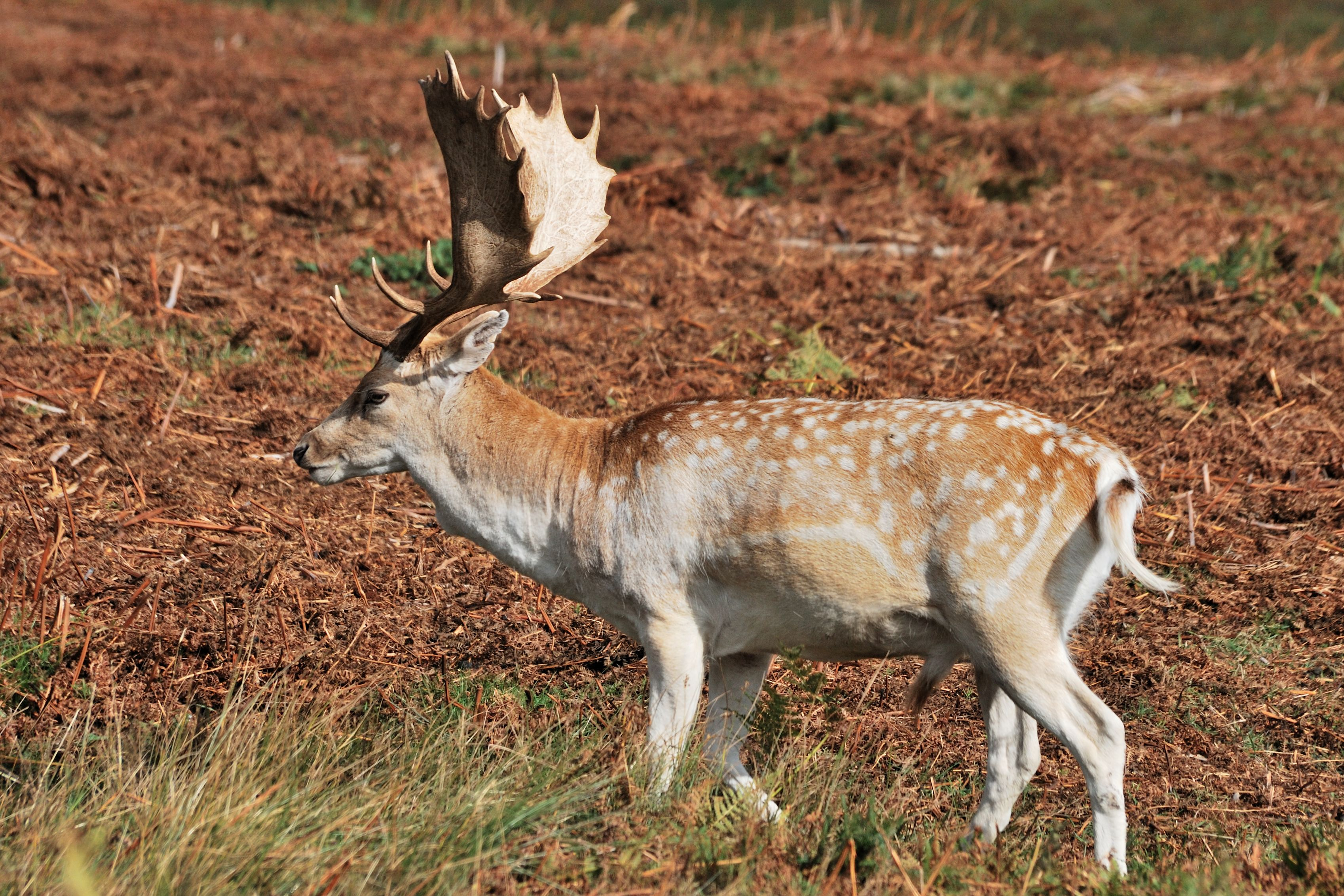
Damhirsch
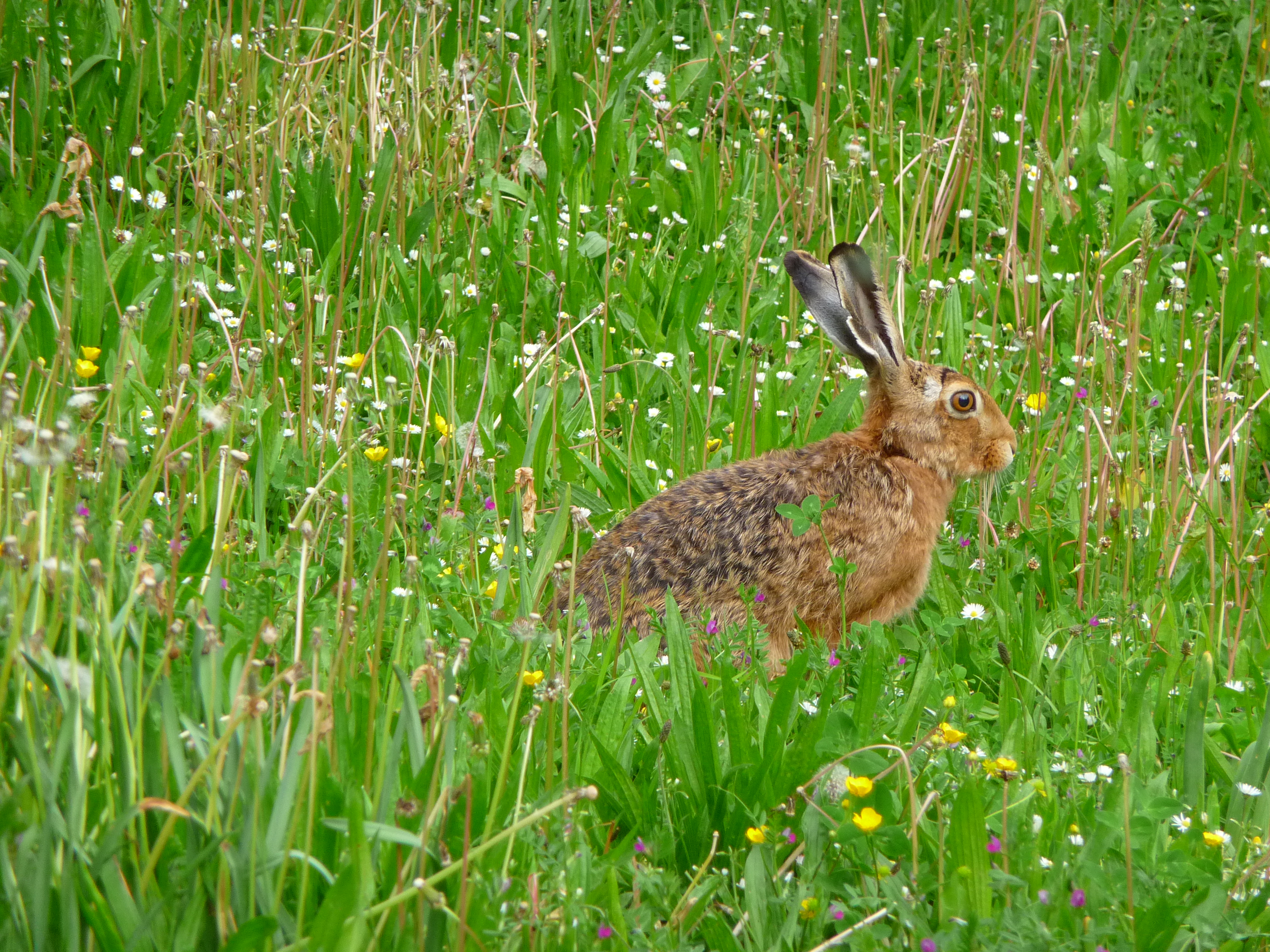
Feldhase
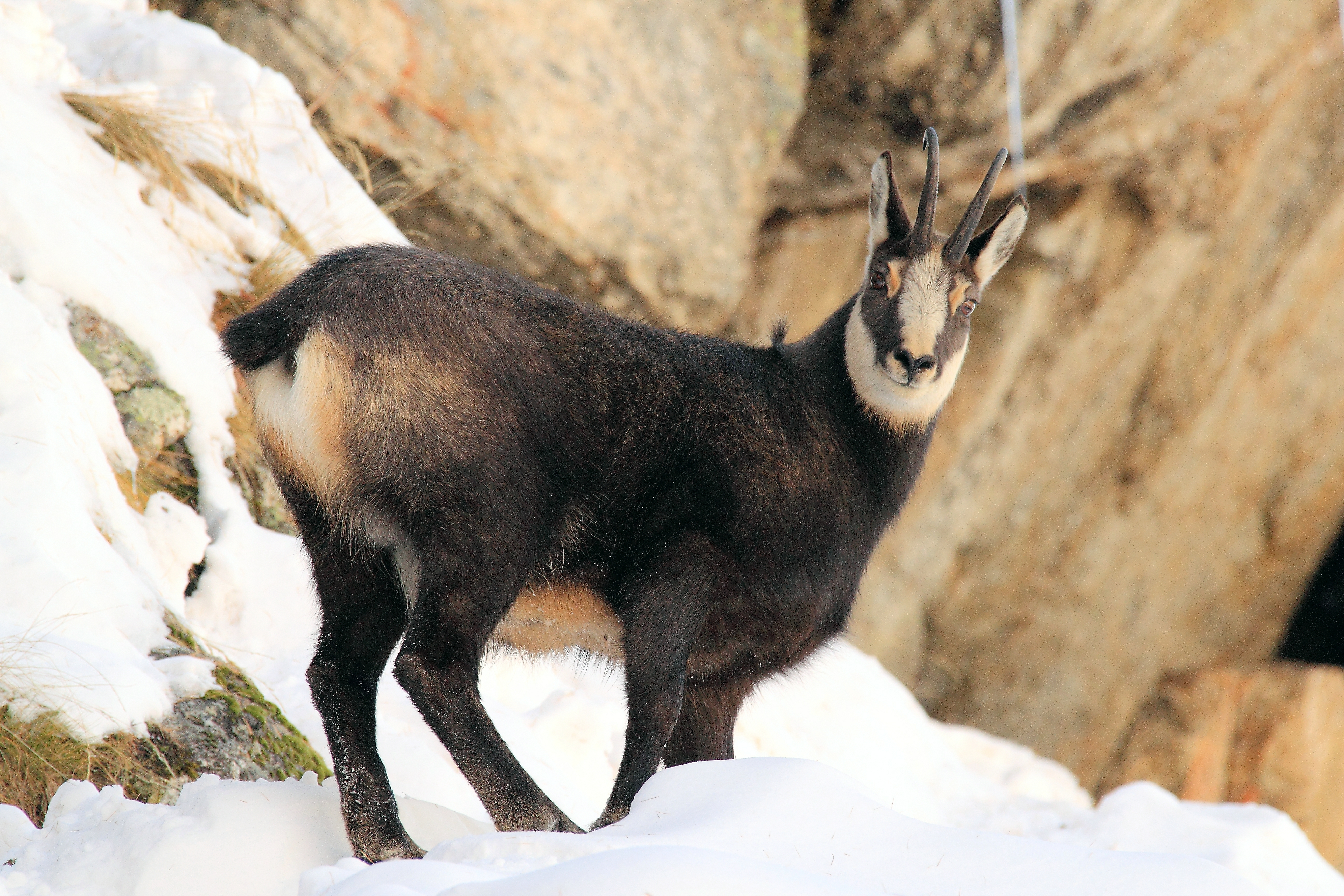
Gämse

### Wildbret
Im Jagdjahr 2017/2018 wurden in Deutschland nach Zahlen des Deutschen Jagdverbands Wildfleisch von Reh, Wildschwein und Rothirsch mit einem Gesamtgewicht (Rohaufkommen, d. h. aufgebrochen in der Decke) von rund 55.000 Tonnen Wildfleisch und einem Gesamtwert von schätzungsweise rund 241 Millionen Euro erlegt, wovon auf Rehe 17.700 Tonnen, Wildschweine 32.900 Tonnen und Rothirsche 4700 Tonnen entfielen.

### Jagdflächen und Jagdscheininhaber
Deutschlandweit wird die Jagd auf ca. 32.000.000 ha Fläche ausgeübt. Stand 2022/23 gab es deutschlandweit ca. 434.370 Jagdscheininhaber. Flächen und Jagdscheininhaber sind wie folgt auf die einzelnen Bundesländer verteilt (die Daten stammen aus unterschiedlichen Quellen und sind teilweise nur ungefähre Angaben; die Summe der einzelnen Jagdflächen ergibt deshalb nicht exakt die gesamte Fläche; die Abweichungen sind allerdings im niedrigen Prozentbereich und deshalb trotzdem von Nutzen):
| Bundesland             | Quelle                                     | Jagdfläche in ha | Jagdscheininhaber 2022/23 | Jagdscheininhaber je 100 ha Jagdfläche |
| ---------------------- | ------------------------------------------ | ---------------- | ------------------------- | -------------------------------------- |
| Baden-Württemberg      | fortbildung-lazbw.lgl-bw.de                | 3.507.425        | 52.587                    | 1,5                                    |
| Bayern                 | wildtierportal.bayern.de                   | 6.783.737        | 75.000                    | 1,1                                    |
| Berlin                 | berlin.de                                  | 18.208           | 4.197                     | 23,1                                   |
| Brandenburg            | mluk.brandenburg.de                        | 2.573.714        | 13.470                    | 0,5                                    |
| Bremen                 | jagd1.de                                   | 15.700           | 1.007                     | 6,4                                    |
| Hamburg                | hamburg.de                                 | 25.000           | 2.900                     | 11,6                                   |
| Hessen                 | umwelt.hessen.de                           | 1.800.000        | 26.000                    | 1,4                                    |
| Mecklenburg-Vorpommern | regierung-mv.de                            | 2.003.460        | 13.870                    | 0,7                                    |
| Niedersachsen          | ml.niedersachsen.de                        | über 4.000.000   | 60.000                    | 1,5                                    |
| Nordrhein-Westfalen    | frankonia.de                               | 2.700.000        | 97.143                    | 3,6                                    |
| Rheinland-Pfalz        | frankonia.de                               | 1.950.000        | 23.148                    | 1,2                                    |
| Saarland               | frankonia.de                               | 245.000          | 5.016                     | 2,0                                    |
| Sachsen                | wald.sachsen.de                            | 1.574.767        | 13.555                    | 0,9                                    |
| Sachsen-Anhalt         | mwl.sachsen-anhalt.de                      | ca. 1.700.000    | 11.500                    | 0,7                                    |
| Schleswig-Holstein     | schleswig-holstein.de                      | 1.415.114        | 22115                     | 1,6                                    |
| Thüringen              | infrastruktur-landwirtschaft.thueringen.de | 1.430.000        | 12.592                    | 0,9                                    |
| gesamt                 | kirchner-raddestorf.de                     | 32.000.000       | 434.370                   | 1,4                                    |

Zum Vergleich: Im Versuchsrevier der Deutschen Jagdzeitung ist ein Pirschbezirk knapp 100 ha groß, also 1 jagende Person je 100 ha Jagdfläche.

### Jagdstrecke

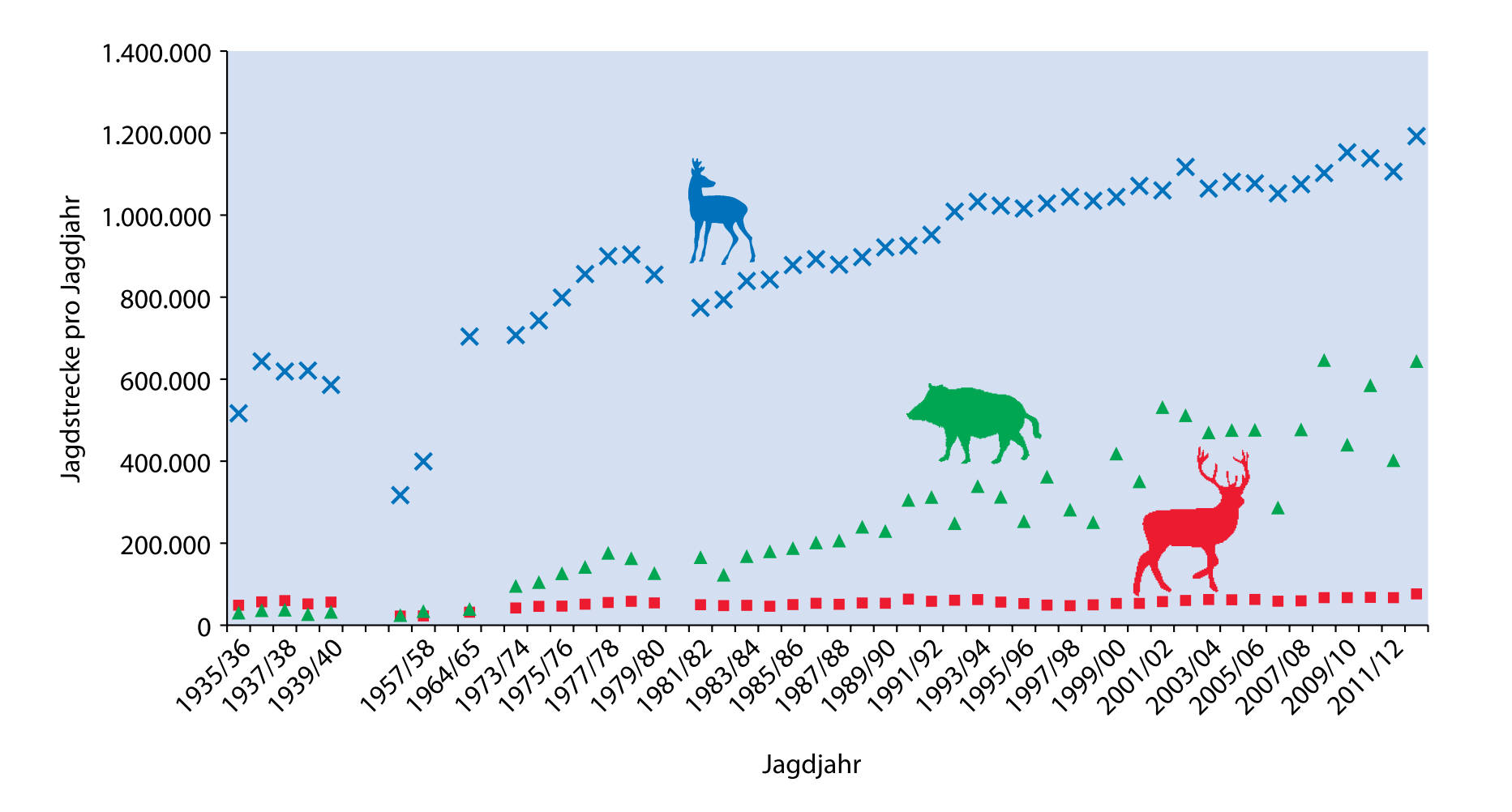
Entwicklung Jahresjagdstrecken von Reh, Wildschwein und Rothirsch in Deutschland zwischen den Jagdjahren (1. April bis 31. März des Folgejahres) 1935/1936 und 2012/2013

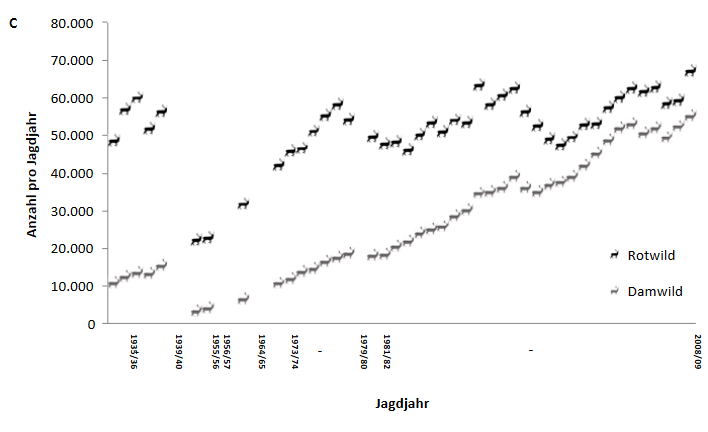
Entwicklung der Jahresjagdstrecken von Rothirsch und Damhirsch in Deutschland zwischen 1935 und 2009

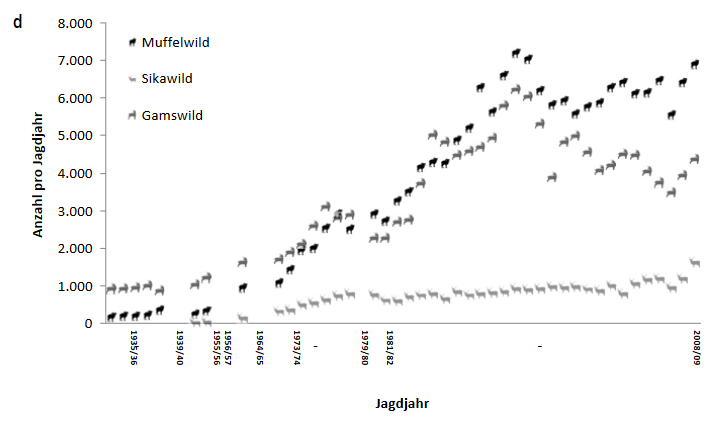
Entwicklung der Jahresjagdstrecken von Mufflon, Sikahirsch und Gämse in Deutschland zwischen 1935 und 2009

Die jährliche Jagdstrecke bzw. Jagdstatistik wird durch die zuständigen Jagdbehörden der Bundesländer auf Landkreisebene erhoben und anschließend auf Bundesebene zusammengeführt.
| Art                             | Stück (Abschuss inklusive Fallwild) |
| ------------------------------- | ----------------------------------- |
| Rothirsch                       | 76.794                              |
| Damhirsch                       | 63.103                              |
| Sikahirsch                      | 2.429                               |
| Wildschwein                     | 836.865                             |
| Reh                             | 1.190.724                           |
| Gämse                           | 4.883                               |
| Mufflon                         | 7.288                               |
| Feldhase                        | 184.690                             |
| Wildkaninchen                   | 100.473                             |
| Fasan                           | 76.731                              |
| Rebhuhn                         | 1.879                               |
| Waldschnepfe                    | 8.570                               |
| Wildgänse (verschiedene Arten)  | 95.394                              |
| Wildenten (verschiedene Arten)  | 273.832                             |
| Wildtauben (verschiedene Arten) | 431.047                             |
| Rotfuchs                        | 426.224                             |
| Dachs                           | 75.000                              |
| Baummarder                      | 6.595                               |
| Steinmarder                     | 52.191                              |
| Iltis                           | 8.461                               |
| Wiesel                          | 4.069                               |
| Waschbär                        | 172.549                             |
| Marderhund                      | 31.245                              |

## Jagdrecht

### Subjektives Jagdrecht
Das subjektive Jagdrecht steht in Deutschland dem Grundeigentümer zu. Als Eigentum im Sinne der Verfassung, respektive Bestandteil des Grundeigentums, ist das subjektive Jagdrecht in Deutschland durch die verfassungsrechtliche Eigentumsgarantie nach Art. 14 Abs. 1 Grundgesetz grundlegend geschützt.

### Objektives Jagdrecht
Das objektive Jagdrecht umfasst alle Rechtsnormen, die sich mit der Jagd befassen. Wildtiere allgemein und damit auch freilebendes Jagdwild werden in Deutschland rechtlich als res nullius und damit herrenlos betrachtet.
Die Gesetzgebungszuständigkeit im Jagdwesen (einschließlich der Liste der jagdbaren Wildarten) wurde mit der Föderalismusreform des Jahres 2006 von der vorher geltenden Rahmenkompetenz des Bundes in die konkurrierende Gesetzgebung mit Abweichungskompetenz für die Bundesländer überführt, sodass im Falle widersprüchlicher Regelungen nicht – wie sonst bei konkurrierender Gesetzgebung üblich – das Bundesrecht das Landesrecht bricht, sondern die jeweils jüngste Norm, egal ob sie auf Bundes- oder Landesebene verabschiedet wurde, Anwendungsvorrang hat. Eine Ausnahme der Abweichungskompetenz der Länder bildet lediglich der weiterhin dem Bund vorbehaltene Regelungsbereich zu Jagdscheinen und Normen, die sachlich zum Tierschutz gehören. Mehrere Bundesländer, darunter Rheinland-Pfalz, Saarland, Nordrhein-Westfalen und Baden-Württemberg, haben seither von der neuen Kompetenz Gebrauch gemacht und teils deutlich vom Bundesjagdgesetz abweichende Landesjagdgesetze verabschiedet. Einige andere jagdlich relevante Rechtsgebiete, wie Waffen- und Fleischhygienerecht, fallen dagegen in die alleinige Gesetzgebungskompetenz des Bundes.
In befriedeten Bezirken, wo ansonsten keine reguläre Jagdausübung zulässig ist, kann auf Privatgrund mit Zustimmung der Eigentümers (z. B. Fallenjagd) und im öffentlichen Raum nach Maßgabe der zuständigen Behörden (z. B. Stadtjäger, die Greifvögel zur Vergrämung von Stadttauben einsetzen) eine eingeschränkte Jagdausübung stattfinden.

## Jagdwaffen
Handfeuerwaffen sind in Deutschland die dominierenden Jagdwaffen. Eingeschränkt auf bestimmte Einsatzzwecke, wie etwa die Nachsuche auf verunfalltes oder anderweitig verletztes Wild, kommen auch Waffen wie die Saufeder zum Einsatz. Daneben ist eine Vielzahl verschiedener Messer in Gebrauch, die, neben ihrer Verwendung als Universalwerkzeug, auch als Waffe zum Abfangen von verletztem Wild genutzt werden.

## Berufsjäger

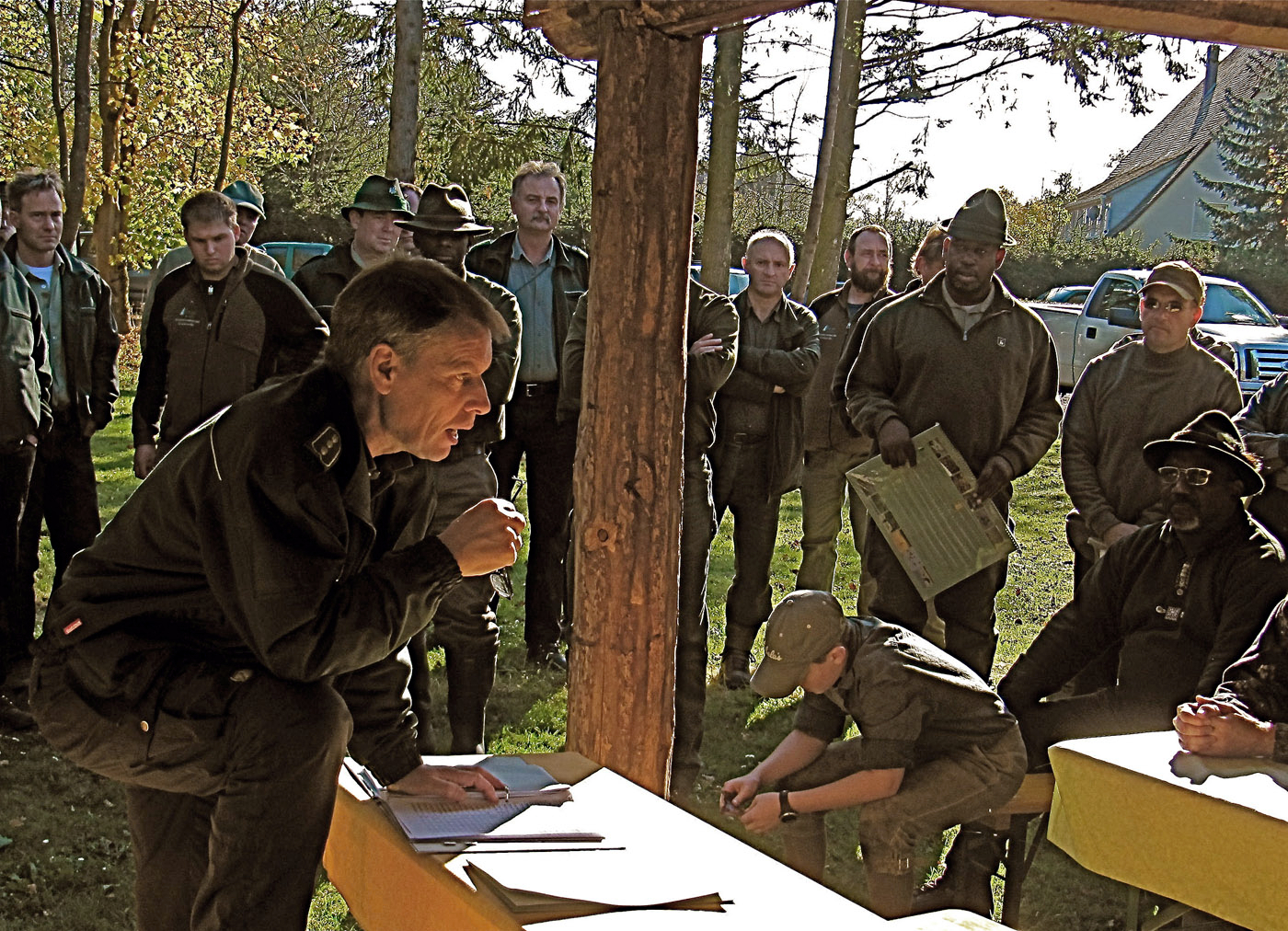
Forstamtsleiter des Bundesforstamtes Grafenwöhr bei der Einweisung US-amerikanischer Schützen vor einer Drückjagd auf dem Truppenübungsplatz Grafenwöhr

Unter der Bezeichnung Revierjäger (RJ) und dem dazugehörigen Meistertitel Revierjagdmeister (RJM) existiert ein nach Berufsbildungsgesetz staatlich anerkannter Ausbildungsberuf zum Berufsjäger. Die Zahl der Revierjäger und Revierjagdmeister beläuft sich auf etwa eintausend deutschlandweit. Daneben gibt es mehrere tausend Forstleute, insbesondere in der Gruppe der Forstrevierleiter, die funktionell als Berufsjäger tätig sind und die Jagd als Teil ihrer Dienstpflicht ausüben.
Beschäftigung finden Berufsjäger vor allem in Jagd- und Forstbetrieben, wie etwa bei den Staatsforstbetrieben der Bundesländer und privaten Großgrundbesitzern, sowie in Schutzgebieten (teils unter der Bezeichnung Wildhüter). Dort planen sie den Jagdbetrieb, beobachten die vorhandenen Wildbestände, erledigen notwendige Abschüsse, ergreifen gezielte Maßnahmen zum Wild- und Jagdschutz, fördern im Rahmen der Hege seltenes bzw. erwünschtes und reduzieren schädliches bzw. unerwünschtes Wild, organisieren Gesellschaftsjagden, begleiten Jagdgäste und verwerten anfallendes Wildbret.

## Deutsche Jägersprache
Die Jägersprache gehört zu den ältesten und noch existenten Fachsprachen und dient heute vornehmlich der präzisen Verständigung der Jäger untereinander. Da sich die Jägersprache von der Gemeinsprache in der Lexik, nicht aber in der Syntax unterscheidet, kann sie als jagdlicher Fachwortschatz betrachtet werden. Die deutsche Jägersprache hat ihre schriftlich tradierten Ursprünge im 8. Jahrhundert und umfasst einen Wortschatz von etwa 13.000 Ausdrücken mit rund 40.000 definierten Bedeutungen. Lange Zeit dominierten die von Anfang an präsenten jagdlichen Fachausdrücke (z. B. „Saufeder“ für den langgeschäfteten, mit einem Riemen umwickelten Spieß für die Wildschweinjagd oder „Hetzen“ für das Verfolgen des Wildes durch den Jagdhund). Erst in der Neuzeit und insbesondere im 18. Jahrhundert kamen im Gefolge der Landesfürsten standessprachliche Begriffe auf, die auf soziales Abheben von Außenstehenden abzielten und keinen praktischen Mehrwert hatten (z. B. „Teller“ für die Ohren des Wildschweins oder „Lunte“ für den Schwanz des Fuchses). Aufgrund einer veränderten Jagdpraxis sind inzwischen zahlreiche ältere Termini obsolet geworden, weswegen heute maximal rund 2000 Termini in Verwendung sind.

## Jagdverbände
Die bedeutendsten Interessensverbände der Jäger in Deutschland sind der Deutsche Jagdverband (DJV), der bei weitem mitgliederstärkste Jägerverband mit Landesverbänden in jedem Bundesland außer Bayern, der Bayerische Jagdverband (BJV), der bis Ende 2009 Mitglied und bayerischer Landesverband im DJV war, sowie der Ökologische Jagdverband (ÖJV), dem Dachverband von 12 ÖJV-Landesverbänden, der in der Forstwirtschaft und im Verbandsnaturschutz verwurzelt ist. Daneben existieren eigene Interessensverbände der Berufsjäger (Bundesverband Deutscher Berufsjäger), Jagdaufseher (Bund Deutscher Jagdaufseherverbände), Falkner (Deutscher Falkenorden, Orden deutscher Falkoniere, Verband deutscher Falkner), Bogenjäger (Deutscher Bogenjagd Verband), u. a., die teils unabhängig agieren, teils mehr oder weniger in andere Jagdverbände integriert sind.

## Kritik

### Natur- und Umweltschutz

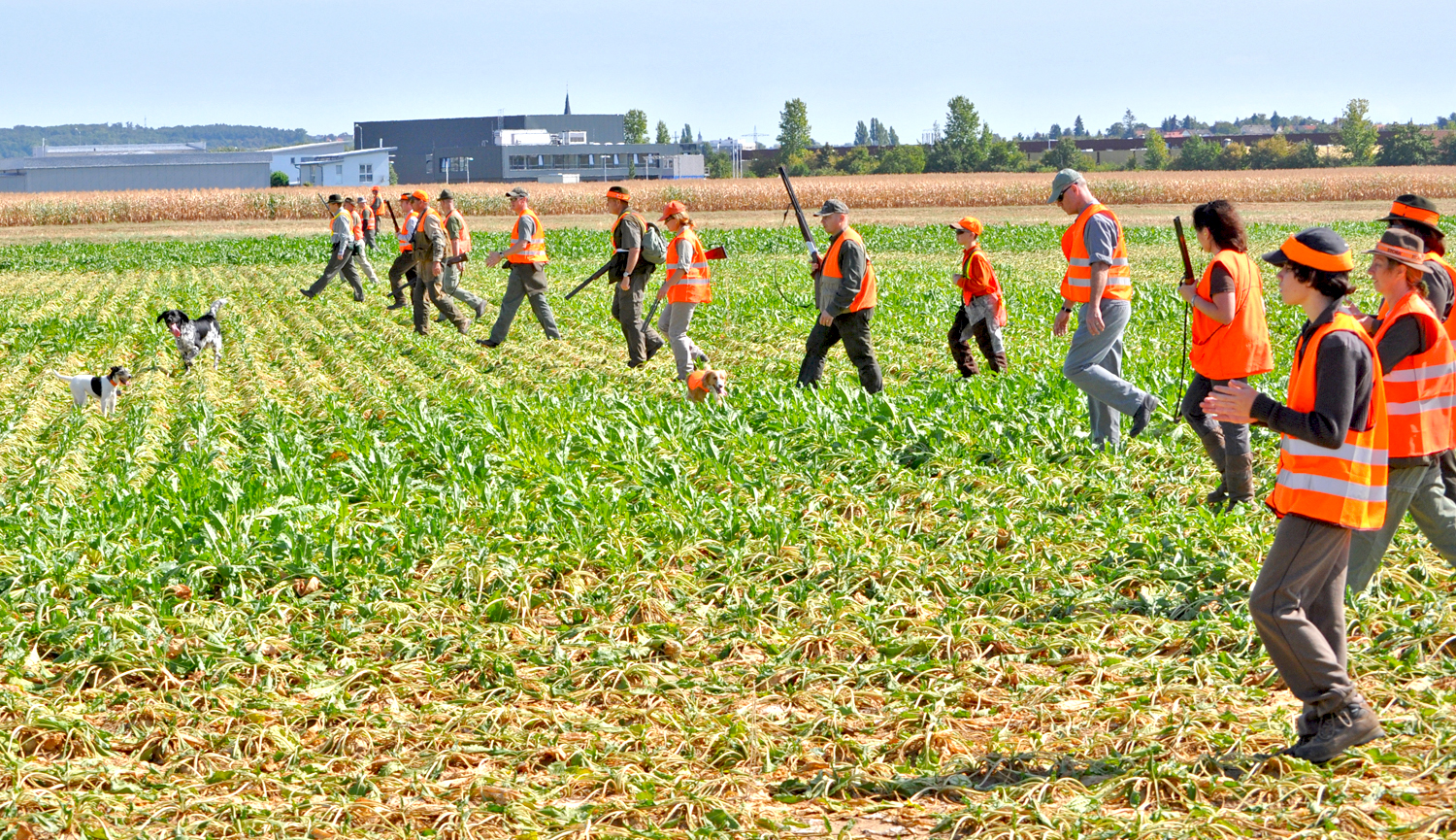
Front aus Schützen, Treibern und Hunden während einer Streifjagd auf Füchse nahe dem Wiesbaden Army Airfield

Natur- und Umweltschützer fordern eine stärkere Ausrichtung der Jagd an Erkenntnissen der Ökologie. In der Kritik steht dabei u. a. der Abschuss von Prädatoren sowie Wildfütterung und andere Hege-Maßnahmen, die einseitig jagdlich interessante Wildarten bevorzugen, deren Wachstum fördern und damit in das Ökosystem eingreifen (Populationsdynamik).

### Wald-Wild-Konflikt

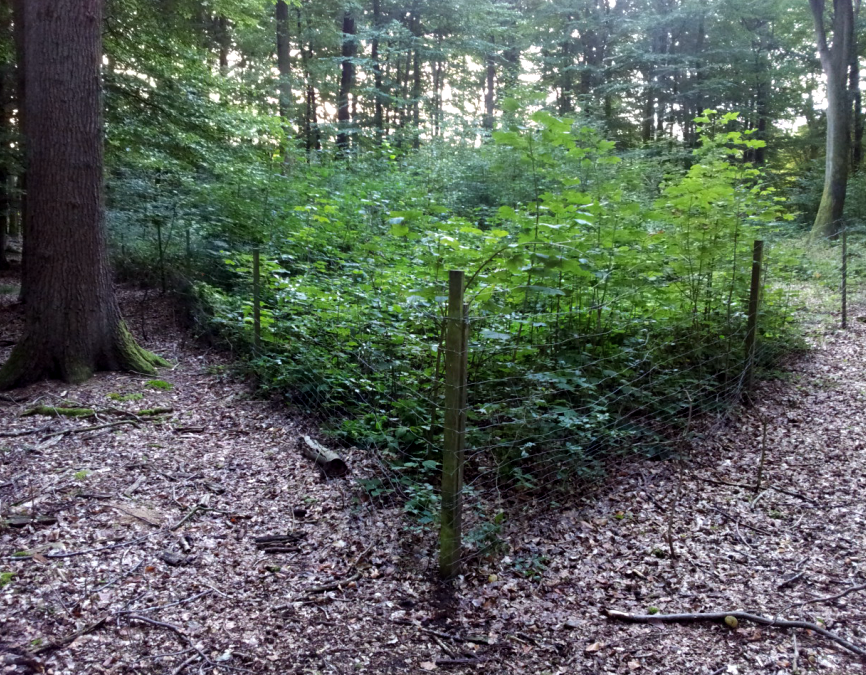
Weiserfläche zur Beurteilung des Wildeinflusses auf die Naturverjüngung – man beachte das Fehlen von Verjüngung außerhalb des Zaunes

Zu hohe Wilddichten von Pflanzenfressern, insbesondere von Schalenwild, können durch Verbiss eine aus ökologischen und wirtschaftlichen Gesichtspunkten angestrebte natürliche Verjüngung des Waldes erschweren oder verhindern. Durch die Bevorzugung bestimmter Baumarten kann selektiver Verbiss Mischbaumarten aus dem Bestand verdrängen und so die Baumartendiversität verringern. Auch gepflanzte Forstkulturen, die nicht durch Einzelbaumschutz oder Zäunung gesichert werden, sind betroffen. Schälschäden können ältere Waldbestände, die dem Verbiss bereits entwachsen sind, über Jahrzehnte hinweg gefährden sowie im Schadensfall destabilisieren und ökonomisch entwerten.
Dieser sogenannte Wald-Wild-Konflikt – zur Verdeutlichung des Zielkonflikts und der Akteure auch als Forst-Jagd- bzw. Waldbesitzer-Jäger-Konflikt bezeichnet – wird von Forstleuten, Naturschutzverbänden und Waldbesitzern im Hinblick auf einen angestrebten Waldumbau hin zu klimastabilen Mischwäldern als bedeutendes Problem betrachtet. Insbesondere seit dem zu Heiligabend 1971 ausgestrahlten Film Bemerkungen über den Rothirsch von Horst Stern ist der zuvor hauptsächlich in Fachkreisen thematisierte Wald-Wild-Konflikt in den Fokus von Öffentlichkeit sowie Politik gerückt und wurde zu einem der prominentesten Themen in der Auseinandersetzung um Wald, Forstwirtschaft und Jagd. Im Jahr 1988 gründeten Jäger, die in der vom traditionellen Deutschen Jagdverband (DJV) vertretenen Haltung einen Unwillen zur ernsthaften Regulation der Wildbestände sahen, den Ökologischen Jagdverein Bayern e. V. und späteren Ökologischen Jagdverband (ÖJV), der durch konsequente und effektive Jagd die Wildschäden mindern und so flächendeckend „naturnahe Waldwirtschaft“ ermöglichen will.
Vor allem im Großprivatwald sowie in Staatsforstbetrieben, die als Eigenjagdbesitzer freie Hand bei der Jagdausübung haben, konnten bei der Reduktion des Schalenwildes und Minderung der Verbissschäden anhaltende Erfolge erzielt werden, während die Problematik andernorts weiterhin fortbesteht. Das deutsche Bundesamt für Naturschutz (BfN) fasst die wesentlichen Ergebnisse eines Gutachtens, das gemeinsam mit dem Deutschen Forstwirtschaftsrat (DFWR) und der Arbeitsgemeinschaft Naturgemäße Waldwirtschaft (ANW) beauftragt und von den forstwissenschaftlichen Lehrstühlen der Georg-August-Universität Göttingen und der Technischen Universität München erstellt wurde, in einer Pressemitteilung wie folgt zusammen:

„Überhöhte Schalenwildbestände führen in weiten Teilen der deutschen Wälder zu massiven Problemen; die eingetretenen Schäden sind nicht nur ökologisch bedenklich, sondern haben auch eine erhebliche ökonomische und damit finanzielle Dimension. Durch Wildverbiss werden die Anlage und der notwendige Umbau in naturnahe Mischwälder großflächig behindert.“

### Geschossmaterial

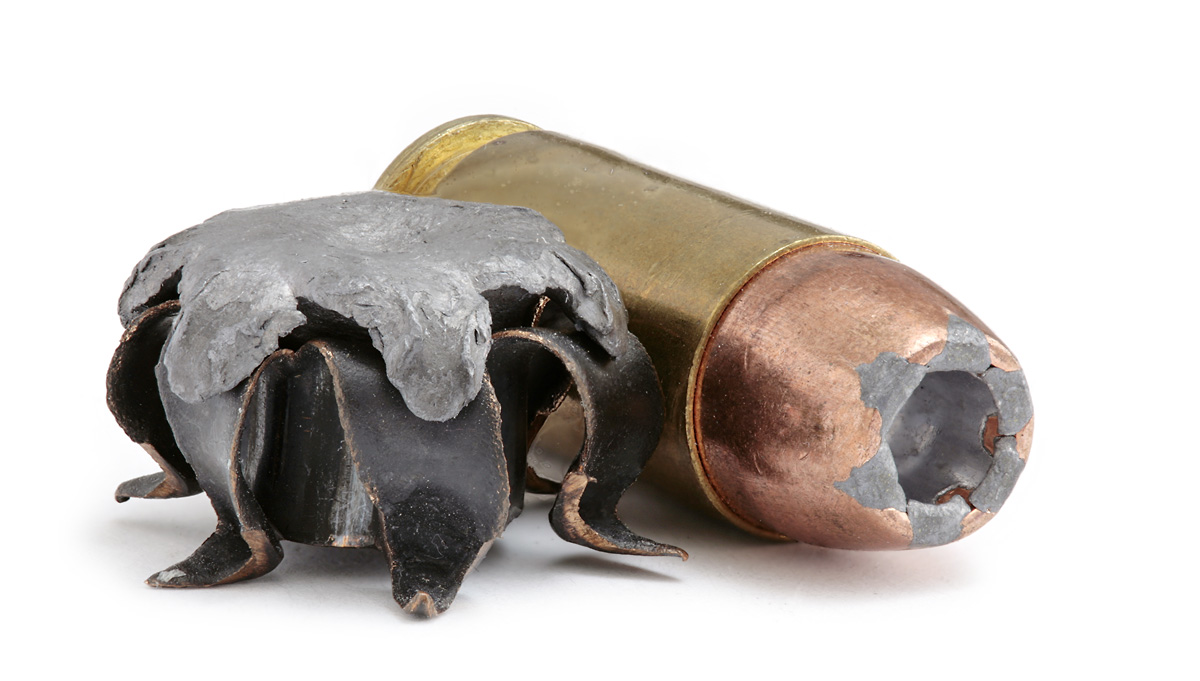
Rechts: Patrone Kaliber .40 S&W mit Hohlspitzgeschoss, links: nach Aufprall im Ziel aufgepilztes Geschoss desselben Kalibers mit offenliegendem Bleikern

Blei und andere Metalle, die bei der Munitionsproduktion in einigen Projektil-Typen als Geschossmaterial Verwendung finden, können unter gewissen Umständen eine ökotoxische Wirkung aufweisen. Geschosse oder deren Fragmente können in Boden und Wasser sowie in die Nahrungskette von Wildtieren gelangen, wovon vor allem Wasservögel (z. B. Enten) und einige Beutegreifer (z. B. Seeadler) betroffen sein können, die verluderte Tiere oder Aufbruch fressen. Insbesondere die Verwendung von Munition mit Blei wird aus Gründen des Umweltschutzes (siehe Bleibelastung der Umwelt) und gesundheitlichen Gründen (siehe Bleivergiftung) kritisiert, da im Gegensatz zu anderen Materialien bei Blei keine Wirkschwelle benannt werden kann, unter der die Aufnahme von Blei gesundheitlich unbedenklich ist.
Mehrere deutsche Bundesländer haben daher den Einsatz von Bleimunition – zugunsten von weniger toxischer bzw. bleifreier Munition – eingeschränkt und für bestimmte Zwecke verboten. Unabhängig von den gesetzlichen Vorschriften haben einige private Forstbetriebe aus Eigeninitiative den Einsatz von Bleimunition auf ihren Flächen eingeschränkt oder verboten.
Das Bundesinstitut für Risikobewertung kommt in seinen Studien zu dem Schluss, dass bei Normalverzehrern die zusätzliche Aufnahme über belastetes Wildbret, verglichen mit der Gesamtaufnahme von Blei über andere Lebensmittelgruppen, toxikologisch unbedeutend und ein gesundheitliches Risiko unwahrscheinlich ist.

### Jagdunfälle
Ein Kritikpunkt an der Jagd sind die im Zusammenhang mit der Jagdausübung stehenden Unfälle, insbesondere solche, bei denen es zu Personenschäden durch Schusswaffen kommt. Die häufigsten Unfallursachen sind unsachgemäßer Umgang mit der Schusswaffe, das Übersehen des Opfers bzw. das Schießen auf ein nicht sicher identifiziertes Ziel und Querschläger.

### Tierschutz und Tierrechte

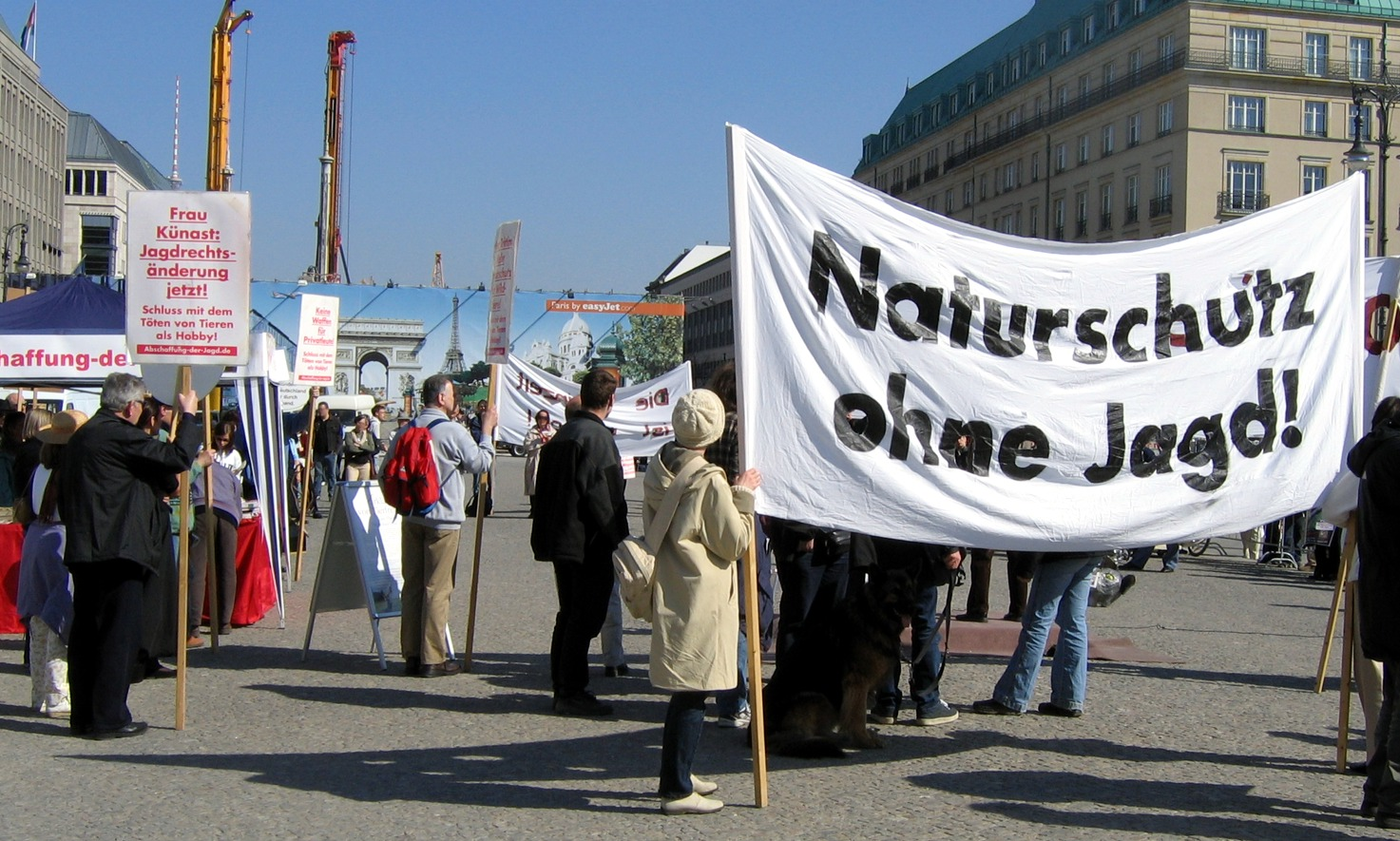
Demonstration gegen die Jagd, Pariser Platz in Berlin

Die Jagd generell und bestimmte Jagdpraktiken werden unter Verweis auf den Tierschutz kritisiert. Auch der in diversen Jagdgesetzen erlaubte oder geforderte Abschuss von wildernden Katzen und Hunden zum Schutz des Wildes stößt immer wieder auf Kritik. Bei der Beurteilung des Abschusses von Katzen steht dabei insbesondere deren Wirkung auf die Vogelwelt im Zentrum der Diskussion.
Tierrechtler lehnen die Jagd grundsätzlich ab, da sie bestimmten Tieren auf Grund von deren Leidensfähigkeit (siehe auch Pathozentrismus) gewisse Rechte ähnlich den Menschenrechten (Recht auf Leben, körperliche Unversehrtheit) zuschreiben und daher eine Gleichbehandlung von Mensch und Tier ohne ein speziesistisches Ausschließen von bestimmten Arten fordern. Aus diesem Grund sehen radikale Teile der Tierrechtsbewegung Straftaten wie Sachbeschädigung an Jagdeinrichtungen als gerechtfertigt an.

### Wissenschaftliche Literatur
- Christian Ammer, Torsten Vor, Thomas Knoke, Stefan Wagner: Der Wald-Wild-Konflikt. Analyse und Lösungsansätze vor dem Hintergrund rechtlicher, ökologischer und ökonomischer Zusammenhänge (= Göttinger Forstwissenschaften.Band 5). Göttinger Universitätsverlag, Göttingen 2010, ISBN 978-3-941875-84-5, Volltext online (PDF).
- Klaus Friedrich Maylein: Die Jagd. Funktion und Raum. Ursachen, Prozesse und Wirkungen funktionalen Wandels der Jagd. Dissertation, Universität Konstanz, 2005, Volltext online (PDF). Verlegt als: Die Jagd – Bedeutung und Ziele. Von den Treibjagden der Steinzeit bis ins 21. Jahrhundert. Wissenschaftliche Beiträge aus dem Tectum-Verlag, Reihe Sozialwissenschaften, Band 28. Tectum-Verlag, Marburg 2010, ISBN 978-3-8288-2182-8, Inhaltsverzeichnis online (PDF).
- Katrin Josephine Wagner: Die Sprache der Jäger – Ein Vergleich der Weidmannssprache im deutsch- und englischsprachigen Raum (= Forum für Fachsprachen-Forschung. Band 143). Frank & Timme, Berlin 2018, ISBN 978-3-7329-0455-6, (eingeschränkte Vorschau in der Google-Buchsuche).
- Marco Apollonio, Reidar Andersen, Rory Putman (Hrsg.): European ungulates and their management in the 21st century. Cambridge University Press, 2010, ISBN 978-0-521-76061-4.
- Markus Schaller: Forests and Wildlife Management in Germany – A mini-review. In: Eurasian Journal of Forest Science. Band 10, Nr. 1. Hokkaido University Forests, EFRC, 2007, ISSN 2147-7493, S. 59–70, Volltext online (PDF).
- Johannes Dietlein, Judith Froese (Hrsg.): Jagdliches Eigentum (= Bibliothek des Eigentum. Nr. 17). Springer, 2018, ISBN 978-3-662-54771-7, ISSN 1613-8686.
- Rory Putman, Marco Apollonio, Reidar Andersen (Hrsg.): Ungulate Management in Europe: Problems and Practices. Cambridge University Press, 2011, ISBN 978-0-521-76059-1.
- Andreas Haug: Wildlife-Management und Forstwirtschaft unter besonderer Berücksichtigung der Randbedingungen und Möglichkeiten einer Optimierung jagdwirtschaftlicher Aspekte für Waldeigentümer. Tenea, 2004, ISBN 978-3-86504-042-8.

### Sachliteratur zur Jagdgeschichte
- Ferdinand von Raesfeld: Das deutsche Waidwerk. 1914. Nachdruck Parey, Hamburg 1996, ISBN 3-490-14412-0.
- Kurt Lindner: Deutsche Jagdtraktate des 15. und 16. Jahrhunderts. 2 Bände, Berlin 1959 (= Quellen und Studien zur Geschichte der Jagd, 5–6).
- Werner Rösener: Die Geschichte der Jagd. Kultur, Gesellschaft und Jagdwesen im Wandel der Zeit. Patmos, Düsseldorf; Artemis, Zürich 2004, ISBN 3-538-07179-9. (Rezension).
- Joachim Hamberger: Ein kurzer Abriss der Jagdgeschichte – Von Hirschen und Menschen…. In: LWF aktuell. Nr. 44, 2004, Volltext online (PDF).
- Sigrid Schwenk, Gunnar Tilander, Carl Arnold Willemsen (Hrsg.): Et multum et multa. Beiträge zur Literatur, Geschichte und Kultur der Jagd. Festschrift Kurt Lindner. Berlin und New York 1971.
- Kurt Lindner: Geschichte des Weidwerks. de Gruyter, Berlin und Leipzig.
  - Band I: Die Jagd in der Vorzeit, 1937.
  - Band II: Die Jagd im frühen Mittelalter, 1940.
- Alexander Krethlow: Hofjagd, Weidwerk, Wilderei. Kulturgeschichte der Jagd im 19. Jahrhundert. Schöningh, Paderborn 2015, ISBN 978-3-506-78258-8.
- Hubertus Hiller: Jäger und Jagd: zur Entwicklung des Jagdwesens in Deutschland zwischen 1848 und 1914. Waxmann Verlag, Münster 2003, ISBN 978-3-8309-1196-8.
- Kurt Müller, Hans-Jörg Blankenhorn: Jagd. In: Historisches Lexikon der Schweiz.  28. Januar 2008.
- Gerhard Immler: Jagd, Jagdwesen (Mittelalter). In: Historisches Lexikon Bayerns, 2017.
- Ulrich Wendt: Kultur und Jagd – ein Birschgang durch die Geschichte.
  - I. Band: "Das Mittelalter." Verlag Georg Reimer, Berlin 1907 (Digitalisat).
  - II. Band: "Die neuere Zeit." Verlag Georg Reimer, Berlin 1908 (Digitalisat).
- Winfried Freitag: Wald, Waldnutzung. In: Historisches Lexikon Bayerns, 2012.

### Jagdlexika
- Ilse Haseder, Gerhard Stinglwagner: Knaurs Großes Jagdlexikon. Weltbild, Augsburg 2000, ISBN 3-8289-1579-5.
- Julia Numßen: Handbuch Jägersprache. BLV, München 2017, ISBN 978-3-8354-1728-1.
- Riesenthals Jagdlexikon. Neumann, Neudamm 1916; Nachdruck: Weltbild, Augsburg 1999, ISBN 3-8289-4143-5, Volltext im Original online.
- Gerhard Seilmeier (Hrsg.): Jagdlexikon. 7. Auflage, BLV, München 1996, ISBN 3-405-15131-7.

### Sonstige Sachliteratur
- Walter Frevert, Dietrich Stahl: Das jagdliche Brauchtum. Franckh-Kosmos, Stuttgart 2001, ISBN 3-440-08251-2.
- Fritz Nüßlein: Das praktische Handbuch der Jagdkunde. BLV, München 2002, ISBN 3-405-16456-7.
- Kurt G. Blüchel, Bernd E. Ergert, Sigrid Schwenk, Erik Zimen, Heribert Kalchreuter et al.: Die Jagd. Könemann, Köln 1999, ISBN 3-8290-1560-7.
- Jagd heute. Deutscher Jagdschutzverband e. V., ZDB-ID 1239893-7.
- Wilhelm Bode, Elisabeth Emmert: Jagdwende. Vom Edelhobby zum ökologischen Handwerk. Beck’sche Reihe. Beck, München 2000, ISBN 978-3-406-45993-1.
- Herbert Krebs: Vor und nach der Jägerprüfung. BLV, München 2003, ISBN 3-405-16372-2.